# Nils Poppe

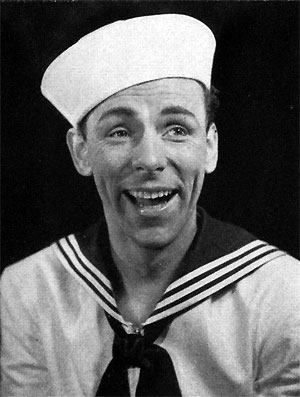
Nils Poppe i Blåjackor på Oscarsteatern 1942.

Nils Einar Poppe (före 27 maj 1966 Jönsson), född 31 maj 1908 i S:t Pauli församling på Möllevången i Malmö, död 28 juni 2000 i Helsingborg, var en svensk skådespelare, komiker och teaterdirektör. Han är främst förknippad med folkliga komedier och erhöll utmärkelsen Illis Quorum år 1988. Bland Poppes filmer märks bland andra Tre glada tokar (1942), Aktören (1943), Blåjackor (1945), Sten Stensson kommer till stan (1945), Pengar – en tragikomisk saga (1946), Ballongen (1946), Tappa inte sugen (1947), Soldat Bom (1948), Greven från gränden (1949), Pappa Bom (1949), Det sjunde inseglet (1957) och Djävulens öga (1960).

## Biografi

### Bakgrund
Poppes mor var ogift och utackorderade honom till en dansk fostermor i Malmö, som satte honom på en kost som bestod av bröd doppat i öl. Efter två år räddades han från henne av Anders och Amanda Jönsson på Möllevången i Malmö, som blev hans adoptivföräldrar. Hans teaterdrömmar började spira tidigt och i skolan visade han upp sin komiska talang.
Den 1 augusti 1926 tog Poppe värvning vid flottan och utbildades till torpedeldare vid 1. yrkeskompaniet i Karlskrona som nr 427 Jönsson. Den fyraåriga värvningsperioden fick dock avbrytas i förtid den 16 mars 1928, troligen på grund av ett hjärtfel, som strax innan hade medfört 30 dagars vård på Flottans sjukhus. Någon värnplikt blev därefter inte aktuell, men han mönstrade med inskrivningsnummer 936-2/1928. Poppe hade inte tänkt bli skådespelare och gick tack vare ett stipendium från Malmö Arbetarekommun 1929–1930 på Fridhems Folkhögskola i Svalöv. Där studerade han statsvetenskap och ville bli socialdemokratisk politiker. Skolans rektor övertalade honom att söka sig till teatern.
Det var först i vuxen ålder som han fick reda på att han var adopterad och vilka hans föräldrar var. Hans biologiska far erkände aldrig faderskapet, men det gjorde den biologiska modern.

### Tidig scenkarriär
Karriären började hos Oscar Winge på Hippodromteatern i Malmö 1930. Det var där han fick artistnamnet Nils Poppe, efter att ha berättat att han kallats Poppe i skolan. Från början hade han siktet inställt på att bli en dramatisk skådespelare, men efter hand märkte han att publiken fnissade och skrattade när han visade sig på scenen. Det var uppenbarligen något i hans mimik som lockade till skratt. Han bestämde sig för att utveckla sin komiska ådra. Redan från början hade han naturlig fallenhet för dans och akrobatik, något som han använde sig av under större delen av sin karriär.
Under sina fyra år på Hippodromteatern medverkade han i en lång rad revyer och operetter, bland annat Guds gröna ängar, Äktenskap instiftas i himlen, Storklas och Lillklas och Blomman från Hawaii. Under en folkparksturné med operetten Mr Cinders (1934) blev han erbjuden engagemang i Klangerevyn på Folkets Hus-teatern i Stockholm. Poppe tackade ja och blev stockholmare för lång tid framöver. Poppe blev snabbt en omistlig del av Klangerevyn. Sketcherna där han fick demonstrera sina akrobatiska talanger var något nytt. Han blev känd och populär i det stockholmska nöjesvimlet. Det var på Folkets Hus-teatern, som han för första gången gjorde sin Chaplin-parodi. Nils Poppe kom ofta att bli jämförd med Charlie Chaplin; likheterna var många även om Poppe med tiden utvecklade en alldeles egen stil.
På 1940-talet började en ny epok i karriären då Poppe anställdes av teaterdirektören Gustaf Wally. Wally var känd för sina påkostade uppsättningar och lanserade modern musikteater, så kallade musikaler. Nils Poppes definitiva genombrott kom i operetten Blåjackor på Oscarsteatern 1942. Det var där hans mångåriga samarbete med Annalisa Ericson och koreografen Albert Gaubier startade. Paret Poppe-Ericson blev ett populärt danspar och jämfördes ofta med Ginger Rogers och Fred Astaire. Tillsammans spelade de i musikalen Lorden från gränden på Södra Teatern i Stockholm 1947. Rollen som kanonfotografen Bill Snibson i Lorden från gränden blev en paradroll för Poppe; han spelade den sammanlagt 1 040 gånger på olika scener i Sverige, Finland och Danmark – och med samma byxor på sig. 1949 gjordes en filmversion med titeln Greven från gränden.

### Filmkarriären

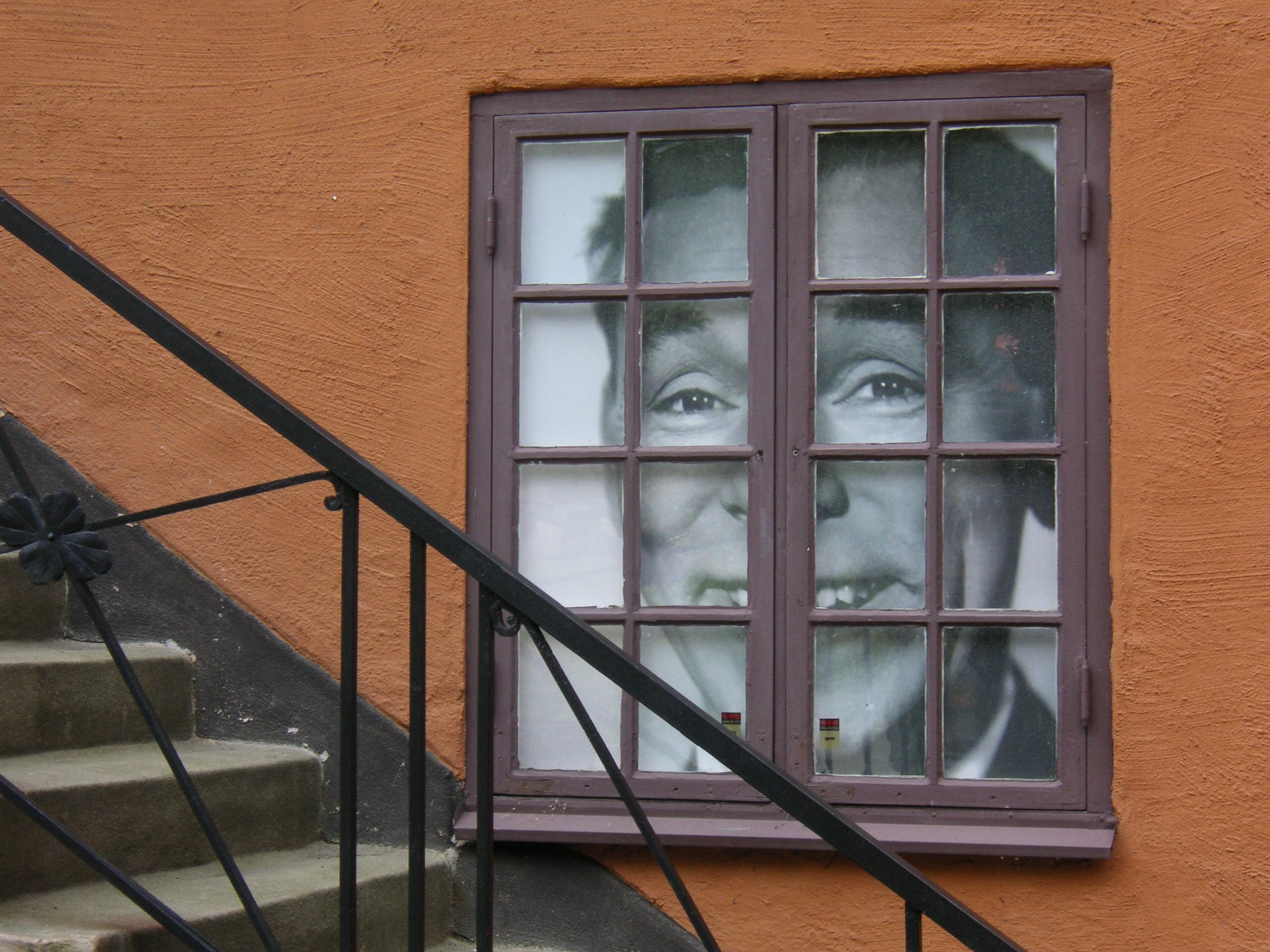
Nils Poppe i Filmstaden i Solna.

Filmdebuten skedde 1937, en blygsam roll som björn i Adolf Jahr-filmen Adolf Armstarke. Sedan följde en rad filmlustspel som Tre glada tokar, Tre skojiga skojare, Melodin från Gamla stan och Karusellen går.
Under 1940-talet blev Nils Poppe landets ledande filmkomiker. Med Annalisa Ericson som partner gjorde han komiska dansfilmer som Tappa inte sugen och Stackars lilla Sven. Han försökte förena sin komiska talang med allvar och eftertanke i filmer som Aktören (1943), Pengar – en tragikomisk saga (1946) och Ballongen (1946), de filmerna blev konstnärliga framgångar, men inga publiksuccéer.
1948 föddes Fabian Bom, den pedantiske översittaren med prickmustascher, som kom att bli en av Poppes mest populära rollfigurer på film. Den första filmen, Soldat Bom, blev en braksuccé som gick 48 veckor på stockholmsbiograferna. Det gjordes sju så kallade Bom-filmer, bland annat Pappa Bom (1949), Tull-Bom (1951) och Flottans överman (1958). Bom-filmerna blev även internationella framgångar, och speciellt populära blev de i Tyskland.
En annan figur som förknippas med Poppe är Sten Stensson Stéen från Eslöv, den skånske kandidaten, som kunde lagens alla paragrafer utantill. Det blev fyra långfilmer med Stensson som centralfigur.
Många höjde på ögonbrynen när komikern Nils Poppe fick en roll i Ingmar Bergmans film Det sjunde inseglet 1957. Men de som tvivlade på Poppe hade fel.[källa behövs] Han gjorde en mycket varm och medmänsklig rollgestaltning av gycklaren Jof. Senare medverkade han i ännu en Bergman-film, Djävulens öga (1960), där han spelade kyrkoherde.

### Tiden på Fredriksdalsteatern

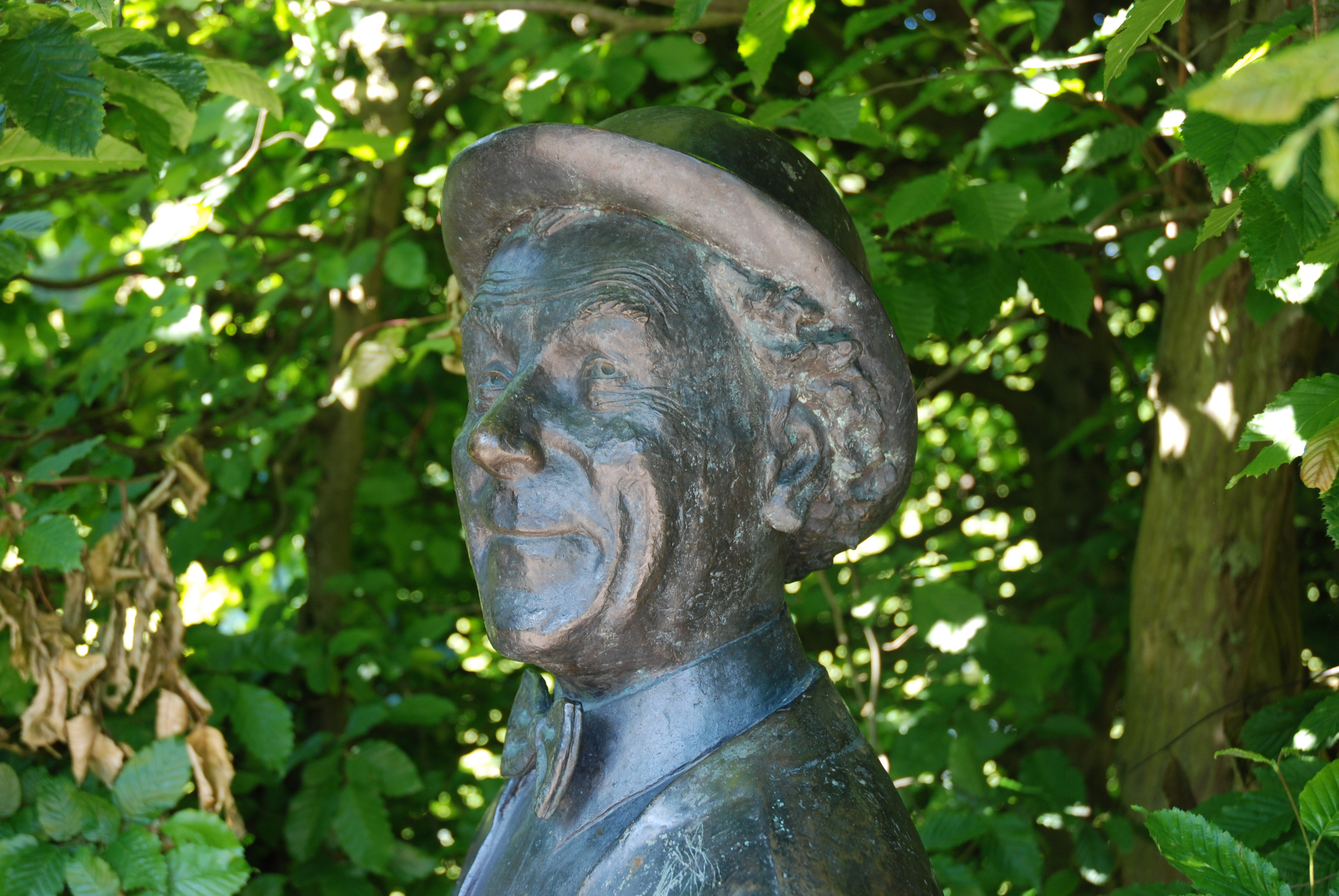
Nils Poppe (detalj), av Jonas Högström, i Fredriksdalsparken i Helsingborg.

I början av 1960-talet infann sig en svacka i karriären. Lusten att underhålla försvann och populariteten dalade. Han fick en nytändning i karriären när han övertog Fredriksdalsteatern i Helsingborg 1966. Den första pjäsen hette En enkel man och blev starten till en långvarig tradition. Med operetter och farser som Charleys Tant, Vita Hästen, Fars lille påg, Oskulden från Mölle och Min syster och jag gjorde han den vackra friluftsteatern till en riksangelägenhet. Folk vallfärdade från hela Sverige för att se Poppe, i regn såväl som i solsken. När TV började sända pjäserna i trettonhelgen ökade publiksiffrorna än mer. Vid sidan av framgångarna på Fredriksdalsteatern gästspelade han på Lisebergsteatern i Göteborg, Maximteatern i Stockholm, stadsteatrarna i Helsingborg och Malmö. Särskilt minnesvärd är hans Tevje i musikalen Spelman på taket på Helsingborgs stadsteater 1979.
Under hela sin karriär var Poppe försiktig med att framträda privat och berätta om sig själv. Lagom till 80-årsdagen 1988 övertalades han av TV-producenten Bengt Roslund att ställa upp i en intervjuserie som fick namnet Poppe i närbild. Många beundrade och förundrades över Poppes vitalitet och rörlighet; vid 80 års ålder kunde han fortfarande utföra mindre dansnummer på scenen. Han drog sig tillbaka vid fyllda 85 och gjorde sin sista föreställning Bröderna Östermans huskors 1993. Där spelade han mot Eva Rydberg, som sedan kom att ta över Fredriksdalsteatern och föra den vidare i Poppes anda.
Ett bevis på sin internationella storhet fick Poppe redan 1959, då National Theatre i London arrangerade filmkomikerfestivalen 100 clowns. Praktiskt taget alla historiens filmkomiker representerades med ett av sina verk. Där fanns storheter som Harry Langdon, Buster Keaton, Harold Lloyd, Helan och Halvan, Bob Hope, Peter Sellers, Danny Kaye med flera. I denna samling fanns Nils Poppe, som presenterades så här: "Sweden's greatest clown and comedian of the classic mould, which has affinities both with Chaplin and with Kaye."

### Sista åren och privatliv
De sista åren drabbades Poppe av flera blodproppar som tog synen och talförmågan. Han hamnade även i rullstol. Poppe avled år 2000 och ligger begravd på Allerums kyrkogård norr om Helsingborg. Hans gravsten pryds av ett epitafium: "Hälsa och säg att jag ligger på Allerums kyrkogård", något som han ofta sade när han kände sig trött på ålderns höst.
Nils Poppe var gift med Inga Landgré 1949–1959 och med Gunilla Poppe, född Sundberg, från 1965. Han fick barnen Anja Landgré och Dan Landgré samt Thomas Poppe och Mia Poppe.
Poppe bodde 1949–1967 i Danderyd, i en byggnad som tidigare hade varit ett värdshus och som ligger utefter den gamla landsvägen mellan Stockholm och Norrtälje. Från 1968 och fram till sin död bodde han i ett hus i Domsten norr om Helsingborg, som fått namnet Poppegården och  används som sommarteater och museum.
Han fick sitt artistnamn Nils Poppe när han började på Hippodromteatern i Malmö. Han ansökte om att få ta artistnamnet som släktnamn under flera år men några personer som redan hette Poppe lade in sitt veto. År 1966 beviljade Patent- och registreringsverket namnet Poppe som släktnamn, efter att inget veto lämnats in efter ansökan.

## Filmografi

### Roller
- 1937 – Adolf Armstarke
- 1937 – Skicka hem nr. 7
- 1939 – Adolf i eld och lågor
- 1939 – Melodin från Gamla Stan
- 1939 – Spöke till salu
- 1940 – ... som en tjuv om natten
- 1940 – Beredskapspojkar
- 1940 – Karusellen går
- 1940 – Kronans käcka gossar
- 1942 – Tre glada tokar
- 1942 – Tre skojiga skojare
- 1943 – Aktören
- 1943 – Det spökar, det spökar ...
- 1943 – Professor Poppes prilliga prillerier
- 1945 – Blåjackor
- 1945 – Skådetennis
- 1945 – Sten Stensson kommer till stan
- 1946 – Ballongen
- 1946 – Pengar – en tragikomisk saga
- 1947 – Stackars lilla Sven
- 1947 – Tappa inte sugen
- 1948 – Soldat Bom
- 1949 – Greven från gränden
- 1949 – Hur tokigt som helst
- 1949 – Pappa Bom
- 1951 – Livat på luckan
- 1951 – Tull-Bom
- 1952 – Snurren direkt
- 1952 – Flyg-Bom
- 1952 – Kronans glada gossar
- 1953 – Dansa min docka
- 1953 – Dumbom
- 1955 – Stampen
- 1955 – Ljuset från Lund
- 1956 – Skorpan
- 1957 – Det sjunde inseglet
- 1958 – Flottans överman
- 1959 – Djurgårdsmässan
- 1959 – Bara en kypare
- 1959 – Lejon på stan
- 1960 – Djävulens öga
- 1963 – Sten Stensson kommer tillbaka

### Regi
- 1946 – Pengar – en tragikomisk saga
- 1946 – Ballongen

### Filmmanus
- 1943 – Aktören
- 1946 – Ballongen
- 1946 – Pengar – en tragikomisk saga
- 1947 – Tappa inte sugen
- 1948 – Soldat Bom
- 1949 – Greven från gränden
- 1951 – Tull-Bom
- 1953 – Dansa min docka
- 1958 – Flottans överman

## Teater

### Roller (ej komplett)
| År   | Roll                                                    | Produktion                                                                                                  | Regi                | Teater                                  |
| ---- | ------------------------------------------------------- | --- | ------------------- | --------------------------------------- |
| 1930 | Kalle                                                   | Kärlekstokar och abborrkrokar Hedvig Nenzén                                                                 |                     | Pildammsteatern                         |
| 1934 | Jim                                                     | Mr Cinders Vivian Ellis, Richard Myers, Clifford Grey och Greatrex Newman                                   |                     | Hippodromen Folkparksturné              |
| 1936 | Medverkande                                             | Heja folket, revy Harry Iseborg och Nisse Berggren                                                          | Ragnar Klange       | Folkets hus teater                      |
| 1936 |                                                         | 65, 66 och jag (65, 66 og mig) Axel Frische                                                                 | Ragnar Klange       | Folkets hus teater                      |
| 1937 | Anton Klarén, innehavare av detektivbyrån "Alltid redo" | Här kommer jag (Den mandlige husassistent) Axel Frische och Fleming Lynge                                   | Ragnar Klange       | Folkets hus teater                      |
| 1938 |                                                         | På kryss med folket Ragnar Klange                                                                           | Ragnar Klange       | Folkets hus teater, Stockholm           |
| 1939 | Medverkande                                             | Honnör för 39, revy Kar de Mumma                                                                            | Victor Bernau       | Södra Teatern                           |
| 1939 |                                                         | Uppåt igen                                                                                                  |                     | Södra Teatern                           |
| 1941 |                                                         | Wallyrevyn                                                                                                  | Gustav Wally        | Oscarsteatern                           |
| 1942 | Sam                                                     | Blåjackor (Boys in Blue) Lajos Lajtai, André Barde och Lauri Wylie                                          | Leif Amble-Naess    | Oscarsteatern                           |
| 1942 | Franck Schultz                                          | Teaterbåten (Show Boat) Jerome Kern och Oscar Hammerstein II                                                | Leif Amble-Naess    | Oscarsteatern                           |
| 1943 | Huckleberry Haines                                      | Roberta Jerome Kern och Otto Harbach                                                                        | Leif Amble-Naess    | Oscarsteatern                           |
| 1944 | Medverkande                                             | Wallyrevyn                                                                                                  | Leif Amble-Naess    | Cirkus, Stockholm                       |
| 1944 | Harry                                                   | Livet är ju härligt (The Time of Your Life) William Saroyan                                                 | Per Knutzon         | Oscarsteatern                           |
| 1945 |                                                         | Ökensången (The Desert Song) Oscar Hammerstein, Otto Harbach, Frank Mandel och Sigmund Romberg              |                     | Stora Teatern                           |
| 1946 |                                                         | Behärska dig kvinna (Lady Behave) Stanley Lupino och Edward Horans                                          | Johan Jacobsen      | Chinateatern                            |
| 1947 |                                                         | Lorden från gränden (Me and My Girl) L. Arthur Rose och Noel Gay                                            |                     | Södra Teatern                           |
| 1950 | Lord Fancourt Babberley                                 | Var är Charley? (Where's Charley?) Frank Loesser och George Abbott                                          |                     | Södra Teatern                           |
| 1951 | Bill Snibson                                            | Lorden från gränden (Me and My Girl) L. Arthur Rose och Noel Gay                                            | Nils Poppe          | Helsingborgs stadsteater                |
| 1952 | Bill Snibson                                            | Lorden från gränden (Me and My Girl) L Arthur Rose och Noel Gay                                             | Nils Poppe          | Norrköping-Linköping stadsteater        |
| 1954 | Fabian Bom                                              | Popperetten Bom Adolf Schütz, Paul Baudisch, Jules Sylvain och Gösta Rybrant                                | Nils Poppe          | Vasateatern                             |
| 1955 | Sam                                                     | Blåjackor (Boys in Blue) Lajos Lajtai och Lauri Wylie                                                       | John Zacharias      | Norrköping-Linköping stadsteater        |
| 1956 | Sam                                                     | Blåjackor (Boys in Blue) Lajos Lajtai                                                                       | Albert Gaubier      | Lorensbergs Cirkus                      |
| 1958 |                                                         | Spetsbyxor P.A. Henriksson, Hans Alfredson, Tage Danielsson och Jacques Offenbach                           | Nils Poppe          | Odeonteatern, Stockholm                 |
| 1959 | Charley Wykeham                                         | Här dansar Charleys tant (Where's Charley?) Frank Loesser och George Abbott                                 | Lars-Erik Liedholm  | Norrköping–Linköping stadsteater        |
| 1961 | Svejk                                                   | Den tappre soldaten Svejk (Osudy dobrého vojáka Švejka za světové války) Jaroslav Hašek                     |                     | Folkteatern, Göteborg                   |
| 1961 | Herr Perrichon                                          | Perrichons resa (Le voyage de M. Perrichon) Eugène Labiche                                                  | Mats Johansson      | Helsingborgs stadsteater                |
| 1962 | Svejk                                                   | Den tappre soldaten Svejk (Osudy dobrého vojáka Švejka za světové války) Jaroslav Hašek                     | Åke Falck           | Skansens friluftsteater                 |
| 1962 | Perrichon                                               | Perrichons resa (Le voyage de M. Perrichon) Eugène Labiche                                                  | Per Edström         | Riksteatern                             |
| 1963 | Fabian Filosel                                          | Min syster och jag (Meine Schwester und ich) Ralph Benatzky                                                 | Jackie Söderman     | Norrköping-Linköping stadsteater        |
| 1964 |                                                         | Famfam Jean-Pierre Ferrier, Ricet Barrier och Bernard Lelou                                                 | Jackie Söderman     | Folkteatern, Göteborg                   |
| 1964 |                                                         | Blågula Svea Hagge Geigert                                                                                  |                     | Uddevalla Folkets Hus                   |
| 1965 | Harry                                                   | Kääärlek (Luv) Murray Schisgal                                                                              | Keve Hjelm          | Stockholms stadsteater på Lilla teatern |
| 1966 | Percy                                                   | En enkel man (Rattle Of A Simple Man) Charles Dyer                                                          | Hans Råstam         | Fredriksdalsteatern                     |
| 1966 | Läkaren                                                 | Sprutt (You'll Come to Love Your Sperm Test) John Antrobus                                                  | Göran Graffman      | Stockholms stadsteater                  |
| 1966 | Överste Feng                                            | Oss åsnor emellan (The Workhouse Donkey) John Arden                                                         | Hans Abramson       | Stockholms stadsteater                  |
| 1967 | Sten Stensson Stéen                                     | Sten Stensson Steen från Eslöv Carro Bergkvist                                                              | Leif Amble-Naess    | Fredriksdalsteatern                     |
| 1967 |                                                         | Pengar Nils Poppe, Arne Wahlberg och Nisse Hansén                                                           |                     | Malmö stadsteater                       |
| 1968 | Lord Fancourt Babberley                                 | Charleys Tant (Charley's Aunt) Brandon Thomas                                                               | Leif Amble-Næss     | Fredriksdalsteatern                     |
| 1969 | Fabian Bom                                              | Den glade soldaten Bom Carro Bergkvist                                                                      | Albert Gaubier      | Fredriksdalsteatern                     |
| 1970 |                                                         | Lorden från gränden (Me and My Girl) L. Arthur Rose och Noel Gay                                            | Martin Söderhjelm   | Fredriksdalsteatern                     |
| 1970 | Harry                                                   | Kääärlek (Luv) Murray Schisgal                                                                              | Lars-Levi Læstadius | Helsingborgs stadsteater                |
| 1971 | Leopold Brandmeyer, kypare                              | Vita Hästen (Im weißen Rößl) Ralph Benatzky, Erik Charell och Hans Müller-Einigen                           | Albert Gaubier      | Fredriksdalsteatern                     |
| 1971 | Elwood P. Dowd                                          | Min vän Harvey (Harvey) Mary Chase                                                                          | Martin Söderhjelm   | Helsingborgs stadsteater                |
| 1972 |                                                         | Pengar Nils Poppe, Arne Wahlberg och Nils Hansén                                                            | Martin Söderhjelm   | Fredriksdalsteatern                     |
| 1973 | Célestin/Floridor                                       | Lilla Helgonet (Mam'zelle Nitouche) Hervé, Henri Meilhac och Albert Millaud                                 |                     | Fredriksdalsteatern                     |
| 1975 | Amandus Propp                                           | Fars lille påg (Hurra, ein Junge) Franz Arnold och Ernst Bach                                               | Hans Bergström      | Fredriksdalsteatern/ Lisebergsteatern   |
| 1976 | Putte Bolster                                           | Oskulden från Mölle (Der Keusche Lebemann) Franz Arnold och Ernst Bach                                      | Hans Bergström      | Fredriksdalsteatern                     |
| 1977 | Perrichon                                               | Fantastiska pappa (Le voyage de M. Perrichon) Eugène Labiche                                                | Hans Bergström      | Fredriksdalsteatern                     |
| 1978 | Calle Pettersson, fröhandlare                           | Hjälten från Öresund (Der kühne Schwimmer) Franz Arnold och Ernst Bach                                      | Hans Bergström      | Fredriksdalsteatern                     |
| 1979 | Fabian Filosel                                          | Min syster och jag (Meine Schwester und ich) Ralph Benatzky och Robert Blum                                 | Egon Larsson        | Fredriksdalsteatern                     |
| 1979 | Tevje                                                   | Spelman på taket (Fiddler on the Roof) Jerry Bock, Sheldon Harnick och Joseph Stein                         | Edith Roger         | Helsingborgs stadsteater                |
| 1980 | Pelle Finkel, kamrer                                    | Mimmi från Möllevången (Adieu, Mimi) Ralph Benatzky, Alexander Engel och Julius Horst                       | Hans Bergström      | Fredriksdalsteatern                     |
| 1981 | Sten Stensson Steen                                     | Sten Stensson Stéen går igen Carro Bergkvist och Arne Wahlberg                                              | Egon Larsson        | Fredriksdalsteatern                     |
| 1982 | Jimmy Boy                                               | Blomman från Hawaii (Die Blume von Hawaii) Paul Abraham, Alfred Grünwald och Fritz Löhner-Beda              | Gösta Folke         | Fredriksdalsteatern                     |
| 1982 | Norman Thayer Jr                                        | Sista sommaren (On Golden Pond) Ernest Thompson                                                             | Claes Sylwander     | Helsingborgs stadsteater                |
| 1985 | Humoristen Amandus Propp                                | Fars lille påg (Hurra, ein Junge) Franz Arnold och Ernst Bach                                               | Hans Bergström      | Fredriksdalsteatern                     |
| 1987 | Fröhandlare Kalle Pettersson                            | Ta mej! Jag är din! (Der kühne Schwimmer) Franz Arnold och Ernst Bach                                       |                     | Fredriksdalsteatern                     |
| 1988 | Sekreterare Putte Bolster                               | AB Dun och Bolster! (Der Keusche Lebemann) Franz Arnold och Ernst Bach                                      | Hans Bergström      | Fredriksdalsteatern                     |
| 1990 | Emil Pettersson                                         | Två man om en änka (Der Regimentspapa) Rickard Kessler och Heinrich Stobitzer                               | Claes Sylwander     | Fredriksdalsteatern                     |
| 1990 | Perrichon                                               | Vår fantastiska pappa (Le voyage de Monsieur Perrichon) Eugène Labiche                                      | Gordon Marsh        | Helsingborgs stadsteater                |
| 1991 | Jimmy Boy                                               | Blomman från Hawaii (Die Blume von Hawaii) Paul Abraham, Alfred Grünwald, Fritz Löhner-Beda och Imre Földes | Claes Sylwander     | Fredriksdalsteatern                     |
| 1992 | Pastor Anton Tideman                                    | Spanska flugan (Die spanische Fliege) Franz Arnold och Ernst Bach                                           |                     | Fredriksdalsteatern                     |
| 1993 | Nils Österman                                           | Bröderna Östermans huskors Oscar Wennersten                                                                 | Hans Bergström      | Fredriksdalsteatern                     |

### Regi
| År   | Produktion                         | Upphovsmän                                                             | Teater                           |
| ---- | ---------------------------------- | ---------------------------------------------------------------------- | -------------------------------- |
| 1951 | Lorden från gränden Me and My Girl | L. Arthur Rose och Noel Gay Bearbetning och sångtexter Gardar Sahlberg | Helsingborgs stadsteater         |
| 1952 | Lorden från gränden Me and my girl | L Arthur Rose och Noel Gay Bearbetning och sångtexter Gardar Sahlberg  | Norrköping-Linköping stadsteater |
| 1954 | Popperetten Bom                    | Adolf Schütz, Paul Baudisch, Jules Sylvain och Gösta Rybrant           | Vasateatern                      |
| 1958 | Spetsbyxor                         | P.A. Henriksson, Hans Alfredson, Tage Danielsson och Jacques Offenbach | Odeonteatern, Stockholm          |

## Priser och utmärkelser
- 1974 – Årets skåning[53]
- 1975 – Helsingborgsmedaljen[22]
- 1976 – Svenska teaterkritikers förenings teaterpris
- 1979 – Edvardpriset[53]
- 1982 – Karl Gerhards hederspris
- 1984 – Svenska Dagbladets Poppepris[54]
- 1987 – H.M. Konungens medalj, 8:e storleken i högblått band
- 1987 – Litteris et Artibus
- 1987 – Lisebergsapplåden[55]
- 1988 – Illis Quorum i 8:e storleken "för högstående, enastående varaktig och i bästa mening folklig skådespelargärning"[56]
- 1988 – Årets skåning[53]
- 1989 – Svenska Akademiens teaterpris[9]
- 1989 – Teaterförbundets guldmedalj för "utomordentlig konstnärlig gärning"[9]
- 1990 – Malmö stads kulturpris

## Bilder

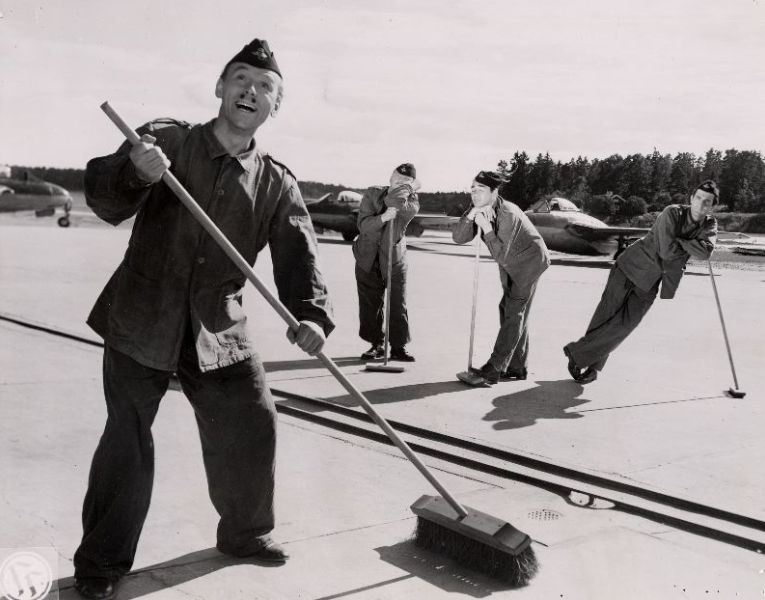
Nils Poppe i en scen ur filmen Flyg-Bom från 1952. I bakgrunden fr. v. Arne Källerud, Sven Magnusson och Nils Eklund.
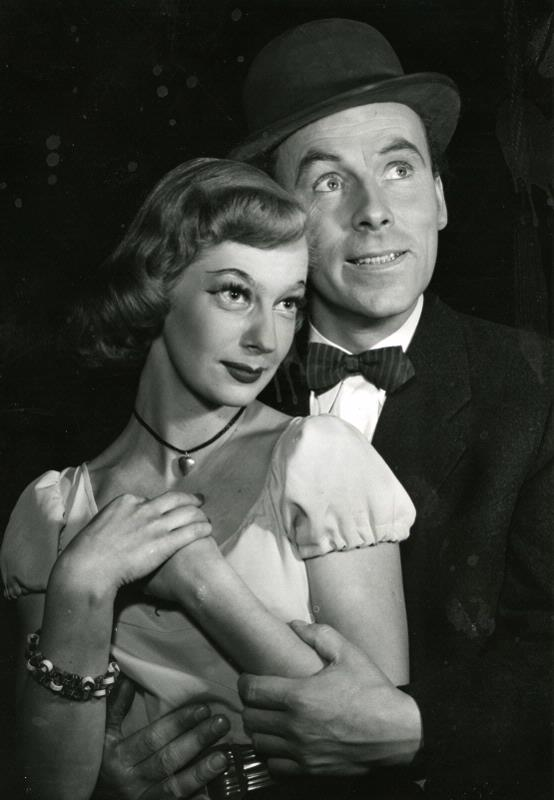
Marianne Stjernqvist och Nils Poppe i Lorden från gränden på Helsingborgs stadsteater 1951.
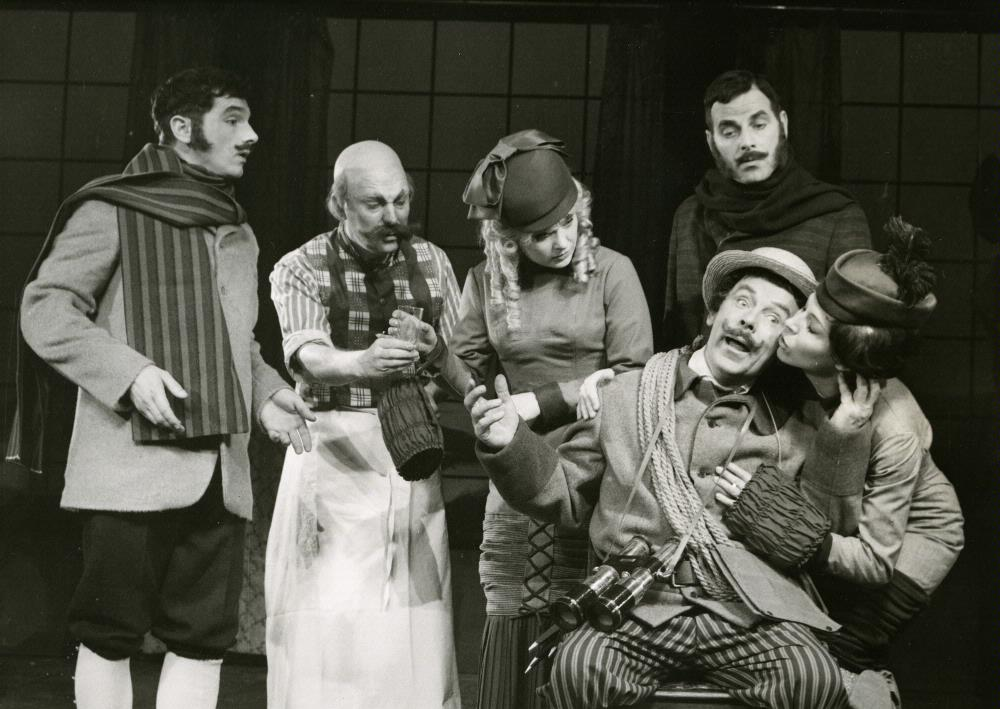
Alf Nilsson, Willy Keidser, Gerd Hegnell, Nils Poppe, Ulf Qvarsebo och Harriet Hedenmo i Perrichons resa på Helsingborgs stadsteater 1961.